# اسمیتی
اسمیتی (انگلیسی: Smithy) یک فیلم کمدی صامت آمریکایی است که در سال ۱۹۲۴ منتشر شد.

## بازیگران
- استن لورل
- جیمز فینلیسون
- ویلیام گیلسپی
- گلن تراین
- ادی بیکر
- سمی بروکس
- اینا گرگوری
- چارلی هال
- جرج رو
- ماروین لوبک